# 黃慶營
黃慶營（1939年2月4日—），臺灣苗栗人，中华民国空军将领。

## 生平
空軍軍官學校第41期畢業，曾任中華民國空軍作戰司令。受精实案影响，虽然空军副总司令曹吉祥与黄庆营学历履历完整，却无法调任副参谋总长。1997年8月19日，因空军第439联队E-2T预警机未放起落架及C-119运输机燃烧案，中华民国国防部予副总司令黄庆营、督察长史锐各申诫1次处分。